# Maître
Maître (česky mistr) je běžně používané honorifikum pro právníky, soudní úředníky a notáře ve Francii, Belgii, Švýcarsku a francouzsky mluvících částech Kanady. Je často zapisováno ve své zkrácené formě M e nebo množném čísle Mes v belgické francouzštině a Mtre v kanadské angličtině.

## Užití
V Quebecu se titulem mohou označovat pouze právníci a notáři. Aby mohl advokát používat toto označení, musí být členem advokátní komory nebo notářské komory.
Ve frankofonním Švýcarsku je obvyklé, že držitelé advokátní licence, ať už jsou nebo nejsou registrovaní u advokátní komory, jsou oslovováni titulem maitre.